# メンディ・ロダン
メンディ・ロダン（Mendi Rodan, 1929年4月17日 - 2009年5月9日）はルーマニア出身のイスラエルの指揮者。

## 経歴
本名メンディ・ローゼンブルム（Mendi Rosenblum）としてヤシに生まれる。5歳のころからヴァイオリンをはじめたが、1941年にヤシにおけるユダヤ人虐殺計画に父親が巻き込まれ、極貧の生活を送ったという。
16歳のときにルーマニア国立交響楽団の第1ヴァイオリン奏者として働きながら、エンジニアリングの勉学をし、数学の家庭教師を副業にしながら生活していたが、結局音楽の道を捨てることは出来ず、ブカレスト国立音楽大学でコンスタンティン・シルヴェストリらに師事。
1953年には指揮者に転向し、ルーマニア国立交響楽団の指揮者となった。このころロダンと改姓。
1957年には、フランツ・リスト音楽院で更なる研鑽を積んだが、翌年イスラエルへの移住を企てたため職を失い、バカウに移住させられ、1960年にイスラエルに移住するまで、そこに留まることとなった。
イスラエルに移住後、1961年から1963年までラマト・ガン室内管弦楽団の指揮者を務め、1963年からイスラエル放送管弦楽団の音楽監督になり、1972年までこの任にあった。また、イスラエル・フィルハーモニー管弦楽団や、ノルウェーのオスロ・フィルハーモニー管弦楽団などにも客演を重ね、国際的名声を確立する。
イスラエル放送管弦楽団の任期を終えたあと、ベエルシェバにあるイスラエル・シンフォニエッタの音楽監督を務め、1980年から1983年までエルサレム・ミュージック・センターの顧問を務めた。
1983年からはベルギー国立管弦楽団の首席指揮者を務めると同時に、イスラエル国防軍の教育部隊のオーケストラの責任者に任命されている。
1993年から1997年までイスラエル交響楽団の首席指揮者を務め、1993年から2005年までは、リション・レジオン交響楽団の音楽監督となった。
2004年からは、テルアビブ大学で後進の指導にも当たり、2006年にはイスラエル政府から音楽面での貢献を称えられ、イスラエル賞を授与されたが、2009年にガンのため、エルサレムで死去した。